# Paecilaema leucomelas
Paecilaema leucomelas is een hooiwagen uit de familie Cosmetidae.